# رفية

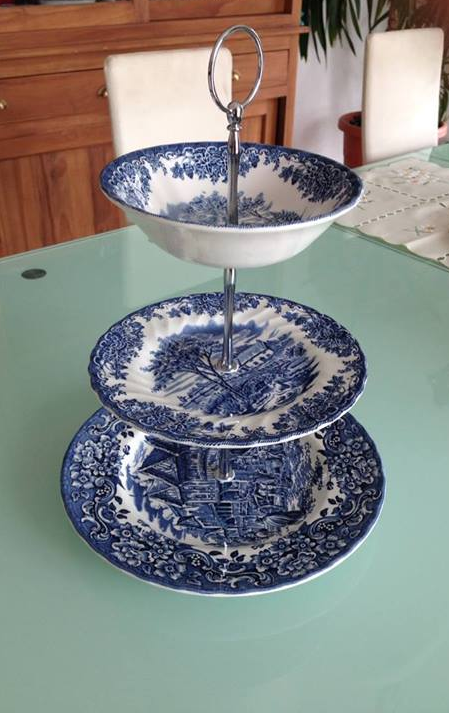
رفية للحلويات

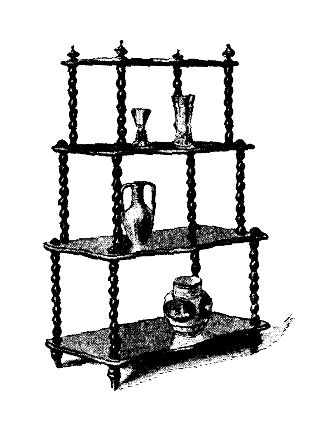
رفية للتحف

الرَّفِّيَّة هي مجموعة فرنسية من الرفوف المفتوحة المعلقة أو الدائمة لعرض مجموعات الأشياء أو الحلي. أصبحت الرفية أثاثًا شائعًا في القرن التاسع عشر. أتاحت الرفية على غرار الرفوفية مساحة إضافية لعرض التحف المتراكمة التي كانت نموذجية لزينة المنزل الفِكتوري .